# UK Music Charts
As UK Music Charts são uma colecção de tabelas musicais de vários temas, que representam a música no Reino Unido. A maioria é produzida pela companhia oficial, The Official Charts Company.

## Tabelas musicais
| Título da tabela    | Descrição |
| ------------------- | --- |
| UK Singles Chart    | The UK Singles Chart é uma tabela musical que consiste em revelar os singles mais vendidos no Reino Unido. É transmitido no pela BBC Radio 1.       |
| UK Albums Chart     | Uma tabela musical que posiciona os álbuns, pelo número de vendas no país.                                                                          |
| The Big Top 40 Show | Considerado uma tabela "rival" da de categoria single, que mostra as quarenta músicas mais tocas nas rádios britânicas. Tem o patrocínio do iTunes. |
| UK Download Chart   | Esta tabela acompanha as músicas mais descarregadas no Reino Unido, sobre a guarida da The Official Charts Company.                                 |
| UK R&B Chart        | As músicas mais populares no género de R&B e hip hop.                                                                                               |
| UK Rock Chart       | Tabela musical que avalia as músicas rock. |
| UK Indie Chart      | Tabela oficial de música indie. |
| UK Dance Chart      | Posições das músicas de estilo de dança.. |